# Antenne AC
Antenne AC ist seit dem 18. November 2010 das Lokalradio der Städteregion Aachen und ist damit der Nachfolger von 107.8 Antenne AC und Radio Aachen. Es hat seinen Sitz am Flugplatz Aachen-Merzbrück in Würselen. Vermarkter ist die belgische regioMEDIEN AG aus Eupen.

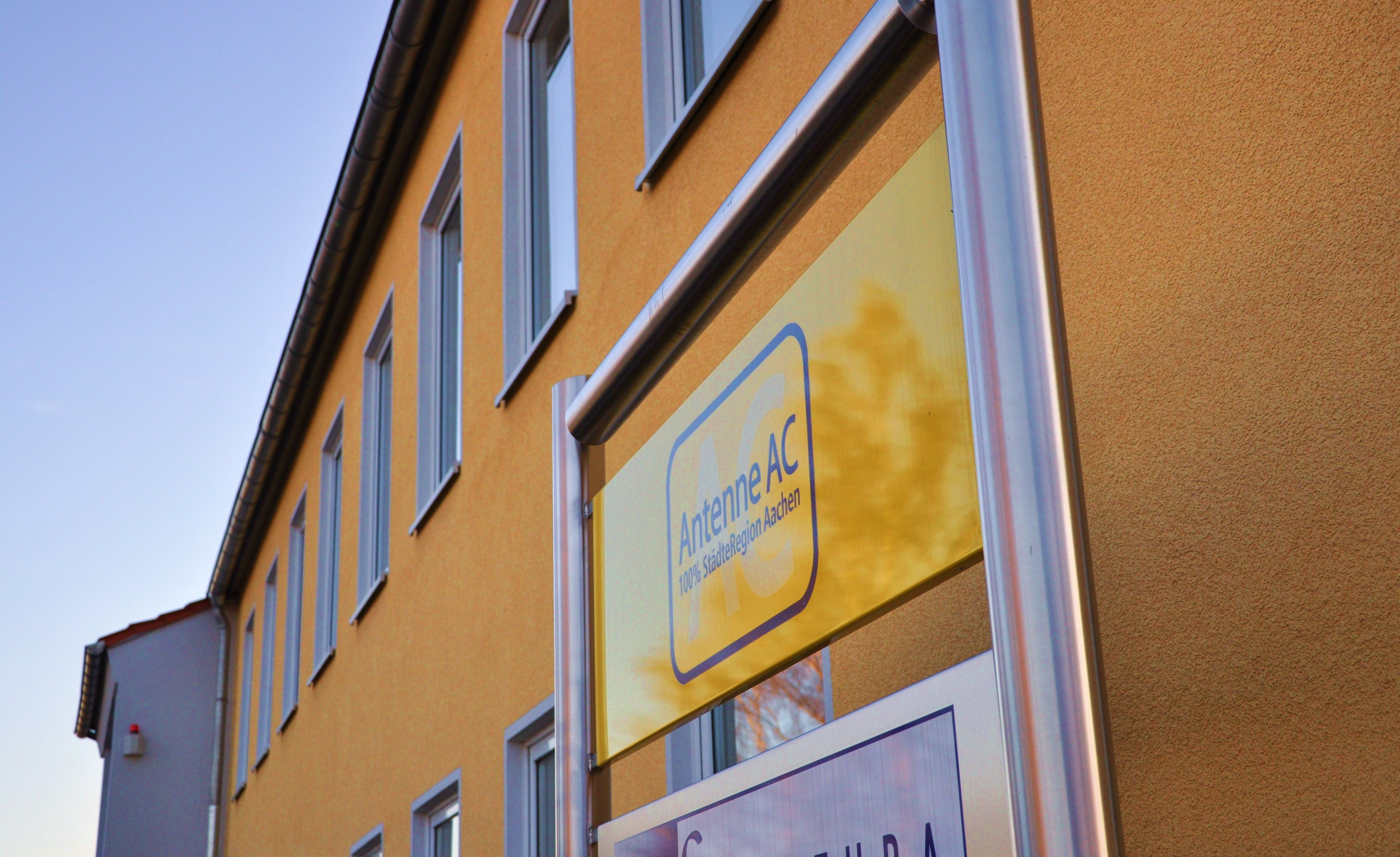
Funkhaus am Flugplatz Merzbrück

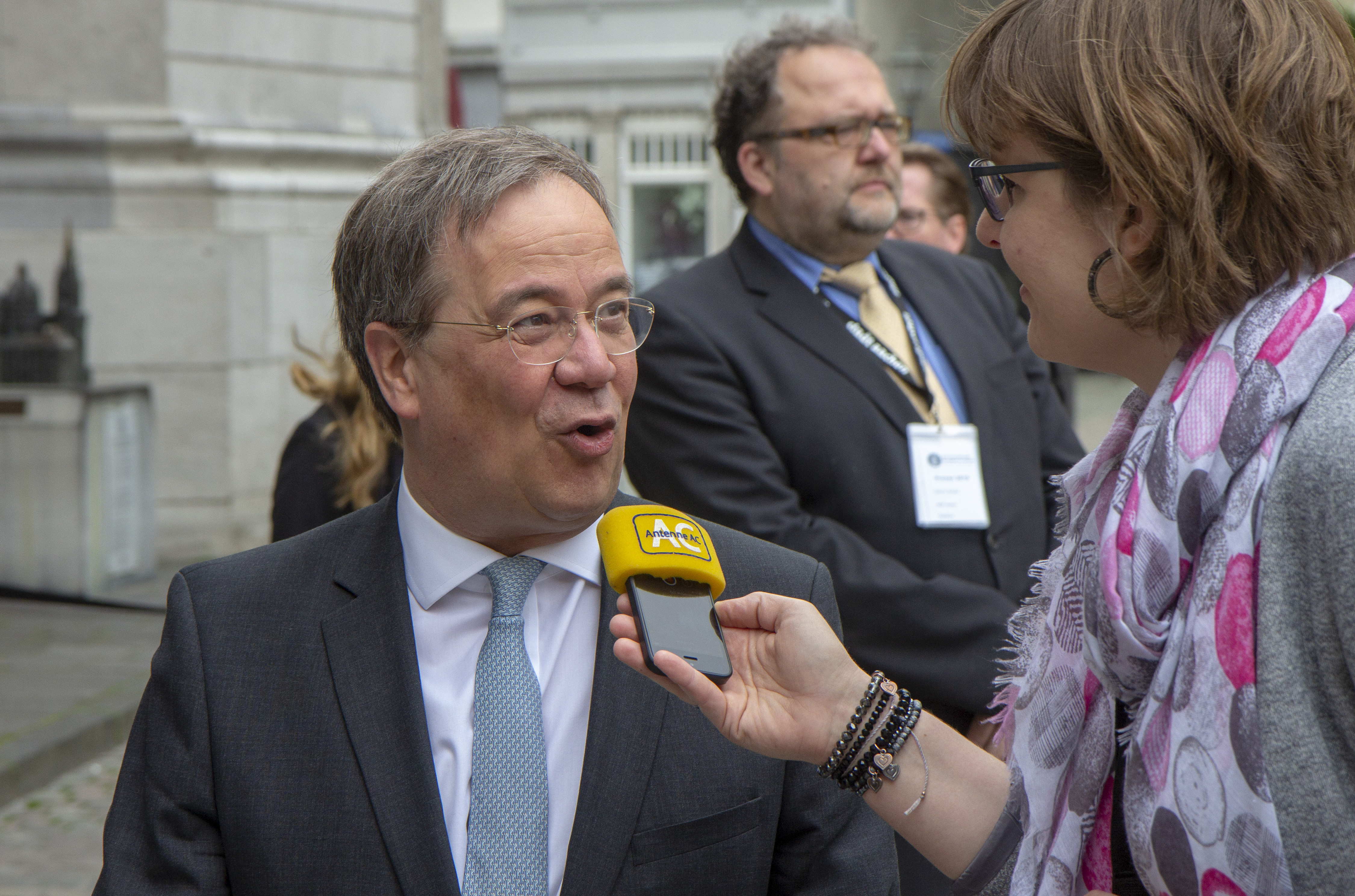
Armin Laschet im Antenne AC-Interview mit Marijke Stasch (2019)

## Geschichte
107.8 Antenne AC war das Lokalradio im damaligen Kreis Aachen. Erster Chefredakteur war Alfons Lauströer. Antenne AC hatte seinen Sitz zuerst im Drimbornshof in Eschweiler-Dürwiß und übernahm das Rahmenprogramm von RTL Radio. Seit 2003 sendet das Lokalradio aus den heutigen Studios am Flugplatz Merzbrück. Am 11. Januar 2010 ist Antenne AC wieder in den Sendeverbund mit radio NRW zurückgekehrt. Chefredakteurin des Senders ist seit Mai 2019 Ute Büttner.

## Programm
Antenne AC sendet werktags acht Stunden lokales Programm für die Städteregion Aachen. Antenne AC am Morgen mit Torsten Thöndel, Kimberly Kahle oder James Schindowski wird zwischen 6 Uhr und 10 Uhr gesendet. Zwischen 14 und 18 Uhr folgt aus dem Funkhaus am Flugplatz Merzbrück Antenne AC am Nachmittag mit James Schindowski, Torsten Thöndel und Mick Weiser. Die Sendung Antenne AC am Wochenende mit Frank Laschet, Stephan Demus und Markus Meurer wird samstags und sonntags zwischen 9 Uhr und 12 Uhr gesendet.
Moderatoren des Senders sind Torsten Thöndel, James Schindowski, Kimberly Kahle, Frank Laschet, Mick Weiser, Stephan Demus und Markus Meurer.
Claims des Senders sind „Antenne AC – Wir spielen die Hits im besten Mix“ und „So klingt Zuhause.“.

## Nachrichten
Zusätzlich zu den Weltnachrichten zur vollen Stunde sendet Antenne AC werktags zwischen 6.30 Uhr und 18.30 Uhr immer zur halben Stunde lokale Nachrichten für Aachen und die Region. 
Nachrichtenredakteure sind Olaf Theissen, Kimberly Kahle, Fenja Oehmichen und Moritz Freyaldenhoven. 

## Empfang
Der Empfangsbereich umfasst die Städteregion Aachen. Der Sender ist auch in den Kreisen Düren, Heinsberg und Euskirchen sowie bis Düsseldorf, Köln, Mönchengladbach, Krefeld und in weiten Teilen der Euregio Maas-Rhein auf UKW zu empfangen. Über seine vier terrestrischen Frequenzen erreicht der Sender rund 1,5 Mio. Menschen.
| Sender                           | Frequenz  | ERP     |
| -------------------------------- | --------- | ------- |
| Aachen-Stadt                     | 100,1 MHz | 1 kW    |
| Aachen-Stolberg                  | 107,8 MHz | 0,4 kW  |
| Simmerath-Lammersdorf            | 97,2 MHz  | 0,05 kW |
| Monschau (St.-Michael-Gymnasium) | 105,0 MHz | 0,05 kW |

Daneben ist das Programm im Kabelfernsehnetz sowie via Livestream im Internet zu empfangen. Der RDS PS ist „ANTENNE_“.